# Eulophia ochreata
Eulophia ochreata är en orkidéart som beskrevs av John Lindley. Eulophia ochreata ingår i släktet Eulophia och familjen orkidéer. Inga underarter finns listade i Catalogue of Life.